# Gustav Griesinger

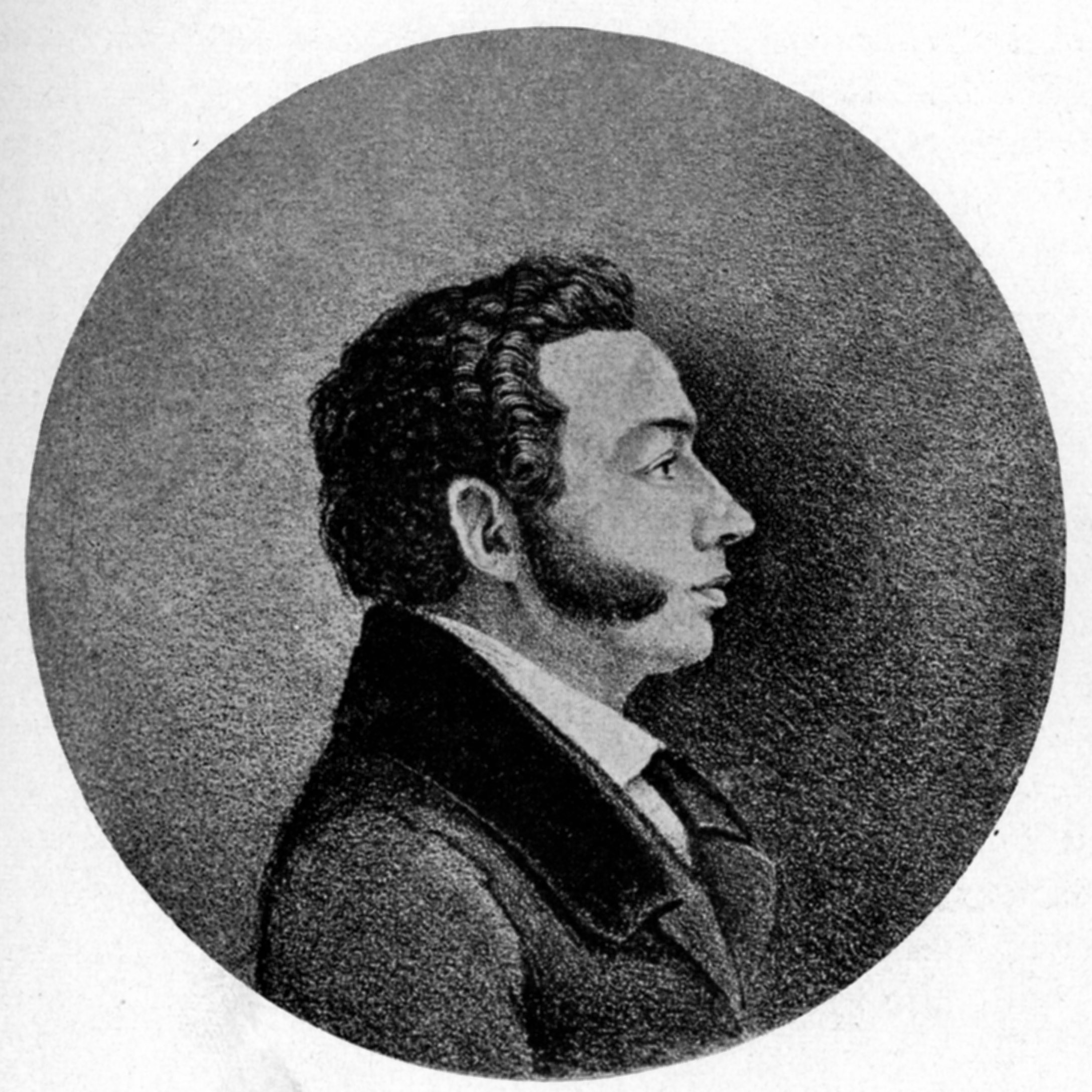
Gustav Griesinger

Gustav Griesinger (* 27. Januar 1804 in Leonberg; † 24. Januar 1888 in Ravensburg) war ein deutscher Pfarrer, Theologe und Schriftsteller. 

## Leben
Griesingers Eltern waren der württembergische Oberamtmann von Leonberg Christoph Maximilian von Griesinger und dessen Frau Friederike, geb. Bilfinger. 1814 zog die Familie nach Stuttgart, wo Gustav Griesinger das Eberhard-Ludwigs-Gymnasium besuchte. Einer seiner Lehrer dort, Friedrich Wilhelm Klumpp, weckte in Gustav Griesinger das Interesse am Turnen und seine patriotische Begeisterung. Ab 1822 studierte er Medizin an der Universität Tübingen und wurde Mitglied in der Burschenschaft Germania Tübingen. Im fünften Semester wechselte Griesinger zum Studium der Theologie. Für die Burschenschaft verfasste Griesinger schon zu dieser Zeit verschiedene Gedichte und Lieder. 
Ab 1826 absolvierte Griesinger sein Vikariat, 1828 legte er das Examen ab. Seine erste Stelle als Hilfs-Pfarrer erhielt er 1834 in Münsingen. Im selben Jahr heiratete er die Pfarrerstochter Ernestine Katharina Neuberg. 1839 wurde er Stadtpfarrer von Leutkirch und von 1859 bis zur Pensionierung 1878 war er Pfarrer in Ehningen. Anschließend lebte er in Ravensburg. Im März 1887 erlitt er einen Schlaganfall.

## Veröffentlichungen
- Die Buckeliade: ein Heldengedicht in zwei Gesängen. Eifert, Tübingen 1825.
- Übersetzung ins Lateinische: Friedrich Schiller: Wallenstenii castra: Latine reddidit. Osiander, Tübingen 1830.
- Humoristische Bilder-Reime und Reim-Bilder: ein ABC für Alt und Jung. 2. Auflage, Stuttgart 1838; dazu: Gebrauchszettel hiezu.
- 20 Festgedichte zu den Esslinger Zusammenkünften alter Universitätsfreunde aus den Jahren 1820–1830. 2 Bde., Ravensburg, Stuttgart 1843–1884.
- Zur Erinnerung an heimgegangene Brüder: Vorgetragen bei der Zusammenkunft in Eßlingen am 7. October 1861. 2 Bde., Metzler, Stuttgart 1861–1873.
- Worte am Grabe des Herrn Gustav Griesinger, Rechtsconsulenten zu Stuttgart, geboren den 4. Juli 1835, gestorben den 24. Juli 1863. J.B. Metzler'schen Buchdruckerei, Stuttgart 1863 (Digitalisat).
- Worte der Erinnerung an Herrn Wilhelm Gustav Freiherrn v. Breitschwert, Staatsrath, Director des Gerichtshofs für den Schwarzwaldkreis, Präsident des Staatsgerichtshofs, K. Kammerherrn, Commenthur des Kronordens und Friedrichsordens : geboren den 19. Juni 1797 in Stuttgart, gestorben den 26. October 1864 in Tübingen, beerdigt den 29. in Eningen. Fues, Tübingen 1864 (Digitalisat).
- Worte der Erinnerung an die verewigte Luise Freifräulein v. Breitschwert. Ernst Riecker, Tübingen 1868.
- Unsere Stammbücher: zur Begrüssung der am 12. Oktober in der Krone zu Esslingen versammelten Universitätsfreunde aus den Jahren 1820 bis 30. Kleeblatt, Stuttgart 1874.
- Herzens-Ergiessungen eines befriedigten Badegastes vom Jahr 1856. Mergentheim 1875.
- Fuimus Troes: eine Festgabe zum 400jährigen Jubiläum der Universität Tübingen im August 1877. Fues, Tübingen 1877.
- Post festum: Ein Herbstesgruss an die am 8. October 1877 in Esslingen versammelten Universitätsfreunde. Paulinenpflege, Stuttgart 1877.
- Nomina non sunt turpia: Festgruss an die am 2. Oktober 1882 in der „Krone“ zu Esslingen versammelten Universitätsfreunde aus den Jahren 1820 bis 1830. Paulinenpflege, Stuttgart 1882.
- Schillers Leben und Wirken: in zwanglos gebundener Rede. Lutz, Stuttgart 1888.

## Ehrungen
- 1878: Ritterkreuz 1. Kl. des Friedrichs-Ordens
- Ehrenbürger von Leutkirch